# 徳島市阿波おどり
徳島市阿波おどり（とくしまし あわおどり）は、徳島県徳島市で毎年8月12日 - 15日のお盆期間に開催される盆踊り（阿波踊り）である。江戸時代より約400年続く日本の伝統芸能の一つ。

## 概要

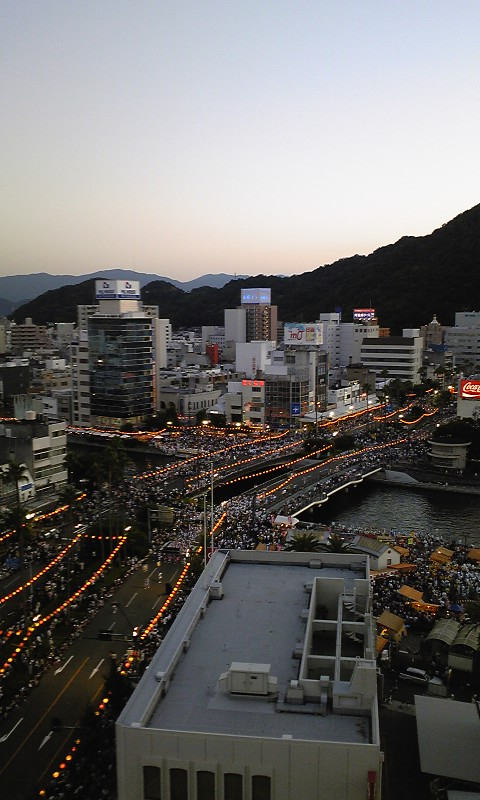
徳島そごうから見た阿波踊りの様子

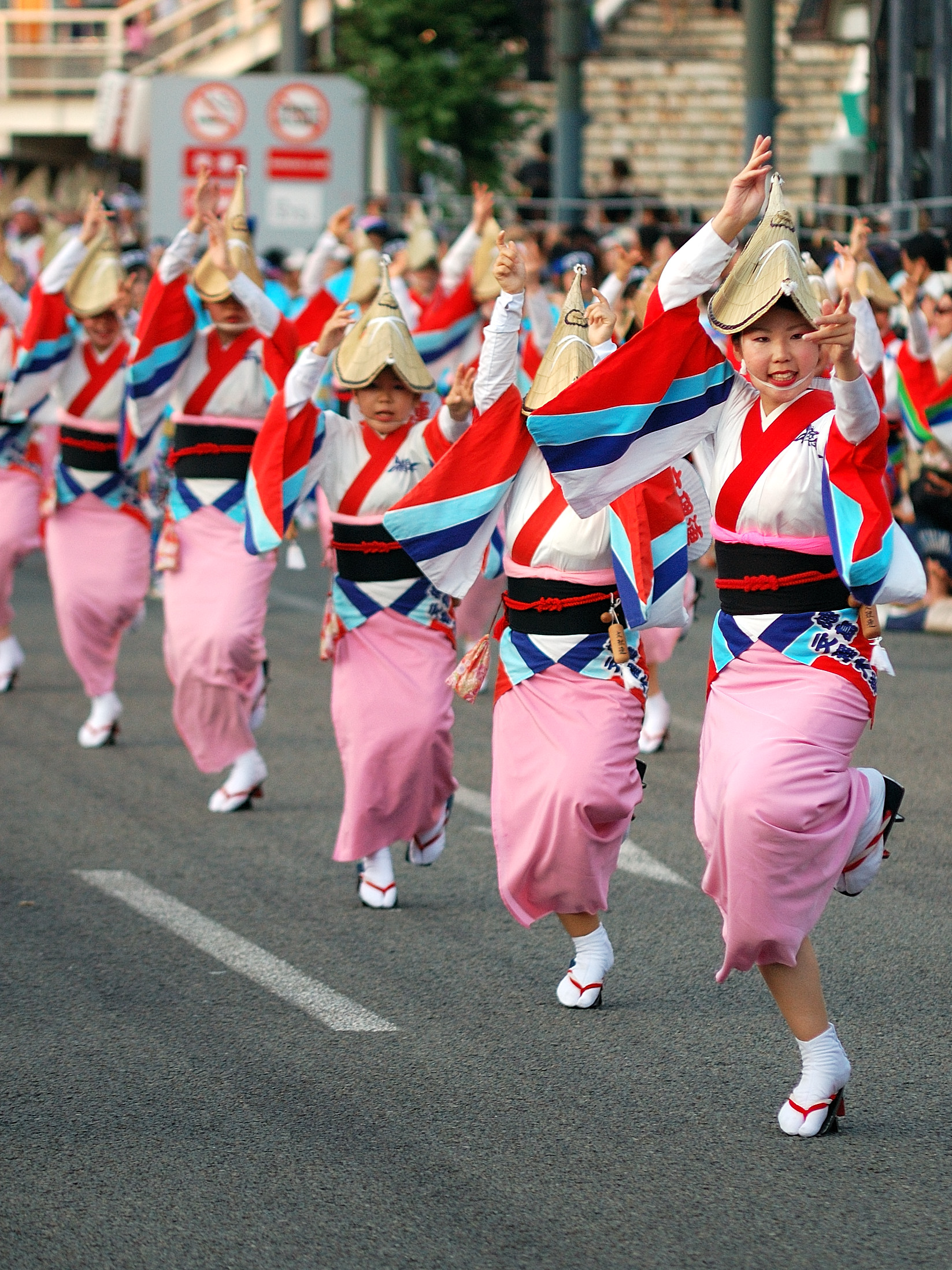
艶っぽさを特徴とする女踊り

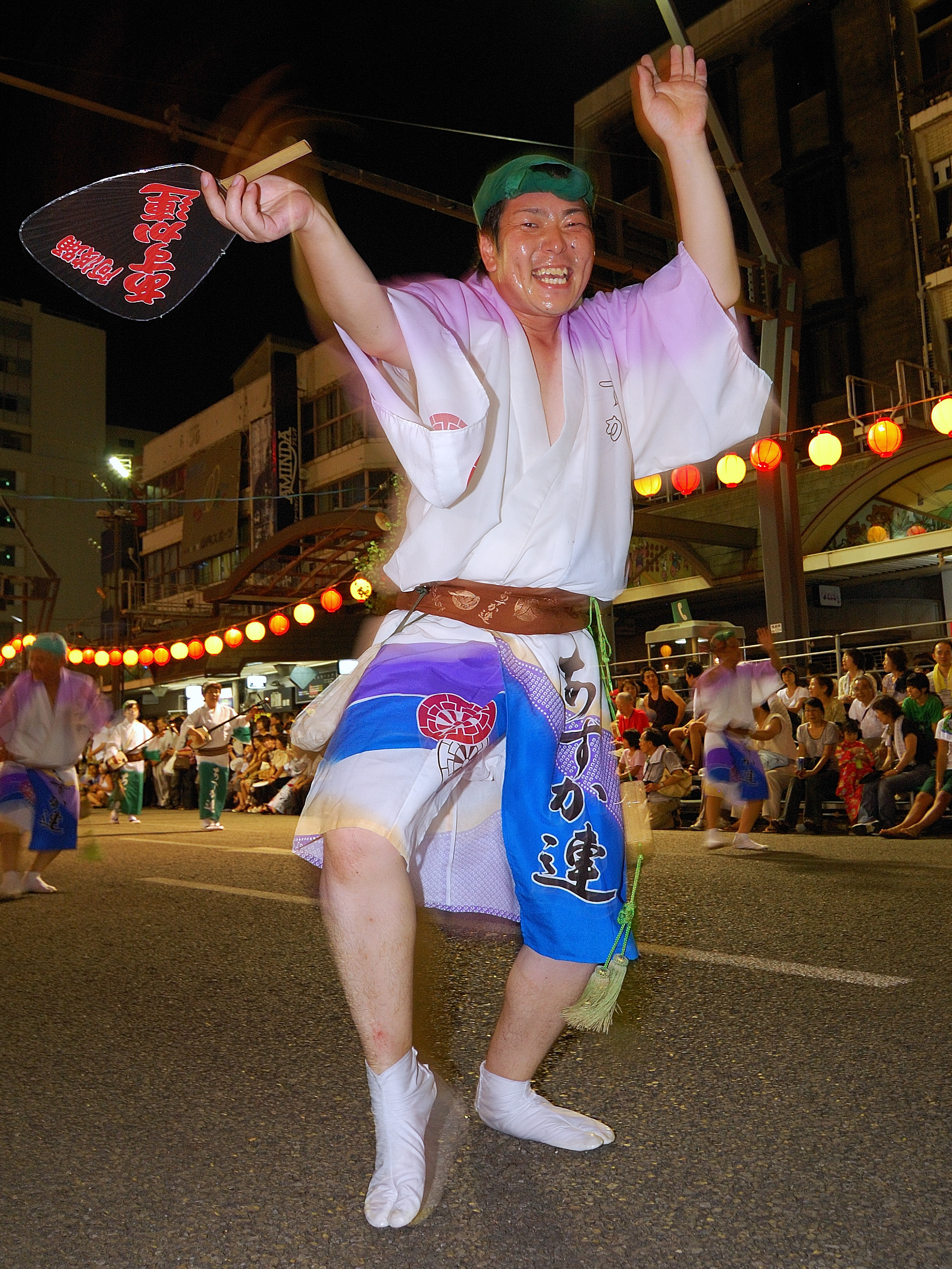
うちわを使った男踊り

阿波踊り発祥の地である徳島県（旧阿波国）では8月になると各地で阿波踊りが開催され、徳島市阿波おどりはその中でも突出した規模と知名度を誇る。人口約25万人の徳島市に例年、全国から20万-120万人ほどの観光客が集まり、旅行会社による観覧ツアーも多く組まれる。
開演は18時。徳島駅南側の繁華街一帯が18時から23時までの5時間にわたって歩行者天国となり、全域が阿波踊り一色となる。また、昼間は市内のホールで公演が行われる（後述）ほか、夕方になると公園などでリハーサル風景を見ることができる。最終日は、全演舞場の公演が終了した後でも、暫くの間小規模な輪踊りをしている様子も見られ、夜通し街中には鉦と太鼓の音が止むことは無い。
徳島市阿波おどりは長い間、徳島市観光協会と徳島新聞社の共催により運営されてきたが、2018年以降は年ごとに運営母体が変わった。
2018年3月29日、徳島市観光協会の破産手続開始が決定。同年4月26日、「阿波おどり実行委員会」の中身が刷新され、徳島市も委員に加わることとなった。この年、「総踊り」は中止された（後述）。
2019年の阿波おどりは、市から委託を受けた「キョードー東京共同事業体」が運営。約400年の歴史の中で初めて民間事業者が運営する祭りとなった（日本経済新聞より）。台風10号のため、8月14日・15日の開催が中止された。
2020年の阿波おどりは、新型コロナウイルスの感染拡大を受け、全日程が中止された。代わりに同年11月21日、22日、コロナ対策の検証を兼ねた阿波おどりの実証イベントが、徳島市の主催により、藍場浜公園で実施された。
2021年の阿波おどりは、徳島市の主催により、「2021阿波おどり〜ニューノーマルモデル〜」の名で規模を大幅に縮小。グランドフィナーレは無観客で実施された。
2022年の阿波おどりは、新組織「阿波おどり未来へつなぐ実行委員会」の主催により、例年どおりの日程で実施された。
2023年の阿波おどりは、有料演舞場の1つ「紺屋町演舞場」の設置を見送った。また、1人20万円程度の少人数制桟敷席を導入した。しかし、台風7号の接近により、8月14日の屋外演舞は雨の中実施されたが、15日については全公演が中止された。
2024年時点で、有料演舞場は「藍場浜演舞場」と「南内町演舞場」、「紺屋町演舞場」の3ヶ所で、無料演舞場は「両国本町演舞場」や「新町橋演舞場」などがある。
演舞場などに命名権（ネーミングライツ）。

## 沿革

### 2017年
徳島市観光協会と徳島新聞社の共催により開催されてきた阿波おどりは、この年に報じられたひとつの記事をきっかけに様々な問題が表面化した。
2017年5月22日発売の「週刊現代」6月3日号が、徳島市観光協会の累積赤字が4億3000万円に上るとスクープした。さらに、徳島新聞社を批判する徳島市観光協会の2人の幹部の証言を掲載。編集部は、記事にする前に徳島新聞社に質問状を送付したが、阿波おどりを取り仕切る同社事業部長は「今の段階でお答えする義務はない」と回答した。同号の記事の見出しが「この夏、阿波おどりに中止の危機」であったため、地元財界は騒然となり、在阪ラジオ局の人気番組やテレビの情報番組もこの問題を取り上げた。6月12日、日本維新の会の黒田達哉市議は市議会本会議で記事内容を援用しつつ、「改革派の徳島市観光協会と既得権益を守ろうとする徳島新聞社の対立という構図になっている」という見解を述べた。徳島新聞社が広告看板の設置や資材の保管などについてグループ企業と随意契約していたこと、グループ企業から得た看板広告費は15%も徳島新聞が「手数料」として抜いていたこと、有料席のチケット約10万枚のうち、人気の座席2〜3万枚を徳島新聞が事前に確保してしまい、一般販売では買えない状況になっていたことなどが取り上げられ始めた。
同年6月16日、産経新聞が累積赤字の額は「4億3,600万円」であると報道。市と金融機関は、観光協会が返済できない場合は、市が損失補償する契約を結んでおり、損失補償限度額は2016年度までは6億円に設定していたが、2017年度に借入額と同額の4億3,600万円に減額していた。赤字は阿波おどりの演舞場の桟敷席の改修費や雨で中止になったときのチケットの払戻金などが要因とされた。
同年6月、阿波おどり振興協会顧問で、日本維新の会の岡孝治市議が「阿波おどり実行委員会」の委員に就任。7月14日、岡は、徳島新聞社が人気席を大量に確保しているとして、チケット販売の差し止めを求める仮処分命令申立書を徳島地裁に提出した。7月25日、徳島地裁は申立を却下。
同年夏より、市は有識者らによる調査団を設置して観光協会の収支状況を調査。
同年9月、徳島市、徳島市観光協会、徳島新聞社の三者は、累積赤字の解消に向けた方策について検討を行うための協議会を設置。しかし観光協会の参加がないまま2カ月近くが経過したことから、11月21日から22日にかけて、市は再び、弁護士、公認会計士等の専門家からなる調査団を観光協会へ派遣し、地方自治法に基づく調査を行った。調査の結果、疑義のある経費計上が確認された。

### 2018年
2018年3月1日、徳島市は、徳島地裁に徳島市観光協会の破産手続開始の申し立てを行った。3月29日、徳島市観光協会の破産手続開始が決定。負債総額は約3億8,000万円。4月12日、徳島新聞社は「赤字の改革案が、観光協会側の反対で前進しなかった」との見解を朝刊で報道。また、同日、阿波おどりを安定的に運営することを目的に3億円を寄付し、これを原資とする「阿波踊り振興基金」を創設することを市に提案した。4月16日、観光協会の花野賀胤事務局長、山田実理事らは記者会見を開催。チケットのオープン販売や演舞場の命名権導入など「逆に協会側の提案が実現してこなかった」と訴え、徳島新聞4月12日付の記事の見解に反論した。
同年4月26日、「阿波おどり実行委員会」の会議が開かれる。実行委員会は、徳島市、徳島県商工会連合会、徳島県商工会議所連合会、日本旅行業協会中四国支部徳島地区委員会、徳島青年会議所、徳島市国際交流協会、徳島県中小企業団体中央会、徳島新聞社の8つの団体により構成されることとなった。委員長には遠藤彰良市長が選任された。
同年6月初め、徳島市が主導する「阿波おどり実行委員会」が例年通りの日程で主催することが決定。6月14日、市は、市議会産業交通委員会で、阿波おどり振興協会の合同連が南内町演舞場で実施していた「総踊り」について、同年は中止すると表明した。続いて「阿波おどり実行委員会」も「総踊り」の中止を決定。これに反発する阿波おどり振興協会は8月13日午後10時、演舞場外で「総踊り」を強行実施した。この年の阿波おどりは収支改善を目指して徳島市が自ら運営に乗り出したものの、約2,950万円の赤字に終わった。
同年12月7日、遠藤市長は、市議会本会議で、阿波おどり運営について将来的に民間委託する考えを示した。

### 2019年
2019年2月5日、「阿波おどり実行委員会」は会合を開き、新しい運営体制を決定。遠藤市長は委員長を退いた。実行委は今後、踊り事業の民間委託を目指して受託事業者を選ぶ立場になるため、阿波おどりを半世紀近く主催してきた徳島新聞社は実行委員会から外れることとなった。新しい実行委員会の構成メンバーは、徳島市、徳島県商工会連合会、徳島県商工会議所連合会、徳島青年会議所、徳島市国際交流協会、徳島県中小企業団体中央会、弁護士の松原健士郎の7者。徳島市からは第1副市長の平山元が委員として加わった。2月13日、松原健士郎が委員長に選任された。
同年2月26日、市は民間委託をする事業者の全国公募を開始。同年3月28日、応募は、キョードー東京と同社の関連会社キョードーファクトリー、徳島市のイベント企画会社ネオビエント（その後、板野郡北島町に移転）の3社で構成される「キョードー東京共同事業体」の1件のみであったため、阿波踊り実行委員会から、企画運営業務の委託事業者に選任された。期間は2023年までとされた。
台風10号のため、8月14日・15日の開催が中止。11月7日、「キョードー東京共同事業体」は、この年の阿波おどりの事業収支が1億1300万円強の赤字になったと報告した。赤字額は過去最大となった。

### 2020年
2020年4月5日、徳島市長選挙執行。自らが「阿波おどり実行委員会」の委員長に就くことを選挙公約に掲げた市民団体代表の内藤佐和子が、現職の遠藤彰良を破り初当選した。4月18日、市長就任。
同年4月21日、「阿波おどり実行委員会」は、新型コロナウイルスの感染拡大を受け、戦後初の徳島市阿波おどりの4日間の中止を決定した。4月27日、内藤市長は公約どおり「阿波おどり実行委員会」の委員長に就任。
同月、「キョードー東京共同事業体」は、開催準備にかかった約2,100万円の分担や、実行委員会へ毎年納付する500万円の支払い免除を求める協議書を実行委員会に提出したが、実行委事務局を担う市は「赤字補填に税金は投入できない」と拒否した。
同年9月15日、市は、コロナ対策の検証を兼ねた阿波おどりの実証イベントを同年11月の2日間に行うとする事業計画の概要を市議会本会議で説明。事業計画は「阿波おどりネクストモデル構築事業」と名付けられた。
同年11月21日、22日、阿波おどりの実証イベントが藍場浜公園で計4回実施された。観客約2700人、踊り手グループは33連の554人が参加した。実証イベントの事業収支は以下のとおり。収入は観光庁支援金2,000万円、徳島県負担金1,000万円の計3,000万円で、支出は約2,416万円。

### 2021年
2021年2月25日、「阿波おどり実行委員会」は市役所で非公開の会合を開き、「キョードー東京共同事業体」の求める約2,100万円の費用分担には応じないことや、年間500万円の固定納付金の支払いを事業体に求めることを正式に決定した。
同年3月31日、内藤市長は自身が委員長を務める「阿波おどり実行委員会」を、前触れなく解散した。さらに、固定納付金の不払いなどを理由に、「キョードー東京共同事業体」との5年契約を2年で解除した。ネオビエントの藍原理津子社長は「全く知らされておらず、一方的すぎる。今年も運営するつもりだったのに信じがたい」と述べた。
同年4月13日、内藤市長は定例会見で「阿波おどりを徳島市の主催にする」と発表。「地域全体で黒字なら、阿波踊り事業は赤字でもいいのではないか。そういうことも考えて再検証したい」と述べた。「阿波おどり実行委員会」解散の理由を記者から問われた際は回答しなかった。
事業体は、前年度中止となった阿波おどりの開催準備費の負担や損害賠償を求める通知書を実行委員会に送付したが、4月27日、実行委員会事務局は、事業体側の要求には応じられないとの回答書を公表した。
8月12日、「2021阿波おどり〜ニューノーマルモデル〜」が開幕。通常、徳島市阿波おどりは、前日の11日に前夜祭が開かれるが、この年は初日が前夜祭も兼ねた。前夜祭並びに選抜阿波おどりは踊り手・観客を県内在住者に限定してあわぎんホールで実施。8月15日のグランドフィナーレは徳島市陸上競技場でライブ中継かつ無観客で執り行われた。

### 2022年
2022年4月8日、開催主体となる新組織「阿波おどり未来へつなぐ実行委員会」が発足した。同実行委員会は、経済・観光・文化団体の関係者や踊り団体の代表者、公募の市民委員ら計30人で構成。委員長には徳島商工会議所の寺内カツコ会頭が就任。事務局は市と市文化振興公社、徳島都市開発が担う。阿波おどり振興協会の山田実理事長が委員として参画したが、徳島県阿波踊り協会の関係者は参加していない。市によると、徳島県阿波踊り協会にも打診したが「踊り手団体が運営主体に入るのは難しい」という回答だったという。実行委員会は第1回会合で、前夜祭、選抜阿波おどり、有料演舞場のチケットが85%売れるという想定の収支計画案を承認した。
同年5月31日、実行委員会は「演舞中の踊り手のマスク着用は必ずしも必要ない」「会場内では熱中症予防の水分補給を除いて飲食や飲酒を禁止する」などの方針を確認した。この日の委員会から、2025年の大阪・関西万博のプロデューサーの一人である中島さち子がオブザーバーに加わった。
第3回会合で、有料演舞場の座席数を増やすことが決まった。これにより、7割が収支の分岐点となることが見込まれた。2022年のチケット数は約6万8千枚。団体向けに販売済みと公表された5千枚を除くと、収支の均衡には約4万3千枚を売ることが必要となった。当初、演舞場などのチケット販売はインターネットに限定されていた。ところが、開催が迫った8月9日、当日券を現地販売する方針に転換された。空席を解消するための窮余の策であろうとメディアは報じた。
同年8月11日、前夜祭開催。同日正午のアスティとくしまは、用意された約3200席のうち半分以上が空席だった。12日から15日にかけて例年どおりの日程で実施された。
同年8月18日、徳島新聞の取材により、有名連の間で新型コロナウイルスの感染者が相次いでいることが明らかとなった。約90人の連員を抱える新のんき連では、同日までに10〜50代の25人の感染が判明。別の有名連では16日以降に10〜50代の約20人の感染が判明。約40人で構成する別の有名連では、20〜40代の4人の感染が判明。8月25日までに、県阿波踊り協会と阿波おどり振興協会の2団体で、感染者が計約660人に上ったことが判明した。8月26日、内藤市長は会見で、阿波おどりと感染者数の増加との因果関係について「阿波おどりが要因の一つかもしれないが、主要因とは言いがたい」と主張した。
同年9月22日、実行委員会は、参加した踊り手らのほぼ4人に1人に当たる819人が新型コロナウイルスに感染したことを明らかにした。未回答の踊り手グループが3割あり、感染者数はさらに多い可能性があるとする。また、チケットの販売枚数も公表され、有料演舞場が3万4463枚（販売率70.3%）、選抜阿波おどりが6,082枚（同64.5%）、8月11日の前夜祭が3,102枚（同32.7%）の計4万3647枚（同64.2%）だった。
同年12月27日、第9回実行委員会において寺内実行委員長から同日をもって退任する旨の発言があり、会則に基づき、弘田昌紀副実行委員長、鈴田副実行委員長の順で代理を指名した。その後、弘田副実行委員長から、後任の実行委員長については今後の実行委員会において早急に決定することを説明した。
また、紺屋町演舞場を設置するかどうかについて委員より意見があり検討課題とされた。

### 2023年
2023年1月、紺屋町の地元町内会から「阿波おどり未来へつなぐ実行委員会」に対し、「紺屋町有料演舞場の設置には反対だが、町内会へ協力金が支出できるのならば、設置について前向きに検討してもよい」「騒音やごみで迷惑をしており、コロナ前まであった協力金を頂けないなら協力できない」との意見が出された。同年5月2日、実行委員会は設置の可否を書面決議で決めた。「設置する」が5、「設置を見送る」が19、「無回答」が2で、紺屋町有料演舞場の設置は見送られた。
同年5月、「阿波おどり未来へつなぐ実行委員会」の委員に、市議の岡孝治と佐々木昌也が新しく加わった。 
レジャー予約サイト運営会社「アソビュー」（東京都品川区）は、実行委員会に対し、1人20万円のプレミアム桟敷席を設置することを提案。プレミアム桟敷席の設置事業は観光庁の「観光再始動事業」に採択され、南内町演舞場出口に設けた1人1万5千円の特別観覧席の事業と合わせて、計5500万円の補助金が交付されることが決まった。6月15日、藍場浜演舞場のプレミアム桟敷席の販売を開始。海外の富裕層らの利用を想定して、テーブルのあるソファ席で県産食材を用いた料理を味わうもの。プレミアム席のやぐらには有名連の踊り手が次々と上がり、通訳を介して歴史や踊りの種類、お囃子 「ぞめき」について説明するとされた。前売の段階で完売したといわれる。南内町演舞場出口に設けられた1人1万5千円の特別観覧席は、席種に応じて200～1200円値上げされた。
同年8月6日、藍場浜演舞場の北端に、高さ6.5メートル、幅9.8メートル、奥行き6.8メートルのプレミアム桟敷席が建設された。
同年8月11日、前夜祭が通常通り開催。
同年8月14日13時、「阿波おどり未来へつなぐ実行委員会」の緊急会合がアミコビルで開かれ、台風7号に関する対応の協議が行われた。28人で構成される委員のうち17人が出席。委員長代理の弘田昌紀を除いて多数決を採ったところ、9対7で屋外演舞場での踊りを予定通り実施することが決まった。同日14時過ぎ、実行委員会は開催決定を公式サイトで告知した。
14日15時、内藤市長はこの決定を受けて、自身のX（旧Twitter）に「徳島市として、今後、台風の影響が大きくなっていくことが見込まれるため、阿波おどり実行委員会に対して、中止を要請しましたが、実行委員会は阿波おどりの開催を決定したとのことです」と投稿した。しかし、事後の徳島新聞の検証記事では、実行委員の山田実は「市長から明確にやめてくださいという話はなく、災害も考えて判断をお願いしますとのことだった」と取材に答えており、内藤市長の投稿との認識の齟齬が生じた。
14日16時、徳島市は12万2365世帯、24万7660人に対して、警戒レベル3 避難準備・高齢者等避難開始を発令した。市内の各所に避難所を開設するなどの厳戒態勢がとられた。
同日、実行委員会は、屋内会場の日中の開催中止を決定した。その後、屋外の有料公演についても協議され、プレミアム桟敷席のみ中止として予定通り行う前提で開催準備を進めたが、最終的には天候の悪化による安全面の問題から全て中止（順延、代替なし）とし、実質的に14日で打ち切られた。阿波おどりの打ち切りは2019年以来だった。また、14日の段階では台風7号の接近に伴い、風雨が強まる状況で避難情報や暴風警報が発出される中での屋外での開催強行となり、踊り手や観客がずぶ濡れになりながら演舞を行った。踊り手からは転倒も出ていたという。既に暴風警報が発出されていたが総おどりが始まる直前で、中止による観客の混乱が生じる可能性もあったことから、運営委員会は「安全確保をしながらプログラムを早く進行して終了する」との決定で行われた
。
15日午後、市は警報を解除。雨が小康状態になったことから、同日夕方から徳島県は県有施設2カ所を臨時演舞場として開放した。
実行委員会事務局によると、どのような条件になれば中止にすると定めた基準はなく、また、市長には開催の可否を決める権限はなく、あくまで決定するのは実行委員会であるとされる。15日は中止となったものの、台風の接近で警報が発出され各地の交通機関の運行停止や避難所が設けられる中で、危険を顧みず実行委員会の14日の強行開催決定について、SNSなどで世論の厳しい批判を浴びている。14日分に関しては、避難所で避難中、あるいは交通機関の運行停止で行けなかった人たちに対しての有料チケットの払い戻しは行われなかった。
徳島市議の小野功晴は8月14日、徳島市の公式サイトに掲載されている設立時の実行委員会の名簿（「（仮称）阿波おどり未来へつなぐ実行委員会 設立総会・第1回実行委員会」7ページ）を自身のX（旧Twitter）に投稿。市民団体「内藤市長リコールの会」も8月17日に同じ名簿をツイート。市議の多田秀は「内藤市長リコールの会」の当該ツイートを自身のXにリツイートした。
同年8月18日、後藤田正純知事は記者会見で、台風接近の中で開催された阿波おどりについて「行政の長として安全性が心配。苦渋の選択だったと思うが、納得や共感が得られたか検証が必要だ」と述べた。
同年8月22日、内藤市長は定例記者会見で、改めて「中止すべきだった」と明言し、主催者の「阿波おどり未来へつなぐ実行委員会」と市の間で開催可否に関する取り決めがない点を問題視し、「台風などの際に市の意見が取り入れられる形にしなければならない」と述べた。また、14日当日の自身の行動については「（午後6時以降は）市役所にいて、多分9時過ぎには家にいた」と回答した。
同年8月26日、本年から設置されたプレミアム桟敷席について、やぐらを上るための2か所の階段の幅が80センチ、階段の手すりの高さが1メートルと、それぞれ建築基準法の基準から10センチ不足している状態で設置され、市からは同法に適合していることを示す検査済証を交付を受けていなかったことが、報道により明らかとなった。阿波おどり実行委員会の事務局を務める市の担当課は、メディアの取材に対し「違法状態との認識がなかった」と釈明しており、台風対応に忙殺されされたことも見過ごされた要因の一つとされている。
同年8月28日、プレミアム桟敷席に関し5500万円の補助金を交付予定だった観光庁は、補助事業への申請を行ったアソビューに対し、電話とオンラインで聞き取りを始めた。観光再始動事業は国や地方自治体が所管することが補助要件。民間事業者が交付を受ける場合は地方自治体などが事業の主催や共催となる必要がある。同庁は実行委員会からも聞き取りも検討し「補助金の減額や全額不交付の可能性も含め、交付が適切かどうかを検討する」と述べた。
同年8月31日、実行委員会は、違法状態でプレミアム桟敷席が運営されていたことを重く受け止め、チケット購入者に代金を全額返金すると発表した。
同日、実行委員会は、設立当初の委員会の名簿をXに掲載した市議の小野功晴と、名簿をリツイートした市議の多田秀に対し、9月4日開催の第6回実行委員会の会議に出席し、意図を説明するよう、文書で要求した。小野は「実行委員会公式HPに公開されているものであり、何ら問題があるとは思っていない」「法的根拠がない」として欠席の旨を回答した。多田も「この名簿は市のHPに公開されていた名簿です」と述べるとともに（2023年9月現在、市の公式サイトで公開されている）、「それより、今年は何故委員を公表しないのでしょうか。早く公表するべきではないですか」と反論。文書で欠席の旨を回答した。

## 連
阿波踊りでは踊りのグループを連（れん）と呼び、徳島市阿波おどりの参加連は2010年度で1000組に上る。街頭での飛び入り参加まで含めると総参加者数は10万人にもなるといわれている。そのうち踊りの技術のある「有名連」が40 - 45組、企業の社員やその家族で構成された「企業連」、学生による「学生連」、気の合う仲間が集まってできた連などがある。このうち企業連の参加数は景気の動向に左右されやすく、2005年までは減少傾向にあったが2006年からは再び増加傾向にある。企業連は古くから活動を続けてレベルの高い踊りをみせるものから素人同然の集団まで様々である。また、広報を兼ねて俳優やタレントなどの有名人を招致して場を盛り上げる企業もある。
2010年時点の主な有名連を以下に記す。鳴門市の有名連も参照のこと。
- 徳島市阿波おどり振興協会
  - 阿呆連、阿波連、阿波鳴連、浮助連、扇連、さゝ連、新ばし連、天水連、天保連、のんき連、葉月連、水玉連、無双連、若獅子連、よしこの連
- 徳島県阿波踊り協会 徳島支部
  - 葵連、うきよ連、うずき連、ゑびす連、菊水連、独楽連、娯茶平、新のんき連、殿様連、蜂須賀連、平和連、ほんま連、酔狂連、まんじ連、悠久連、藝茶楽、都連、阿波扇
- 徳島県阿波おどり保存協会
  - 阿波藍連、かずら連、紀州連、天祐連

上記有名連の内、徳島市阿波おどり振興協会と徳島県阿波踊り協会徳島支部所属の31連（2018年7月現在）は徳島市阿波おどり会館で行われている1年を通じての実演に参加している。

## 会場

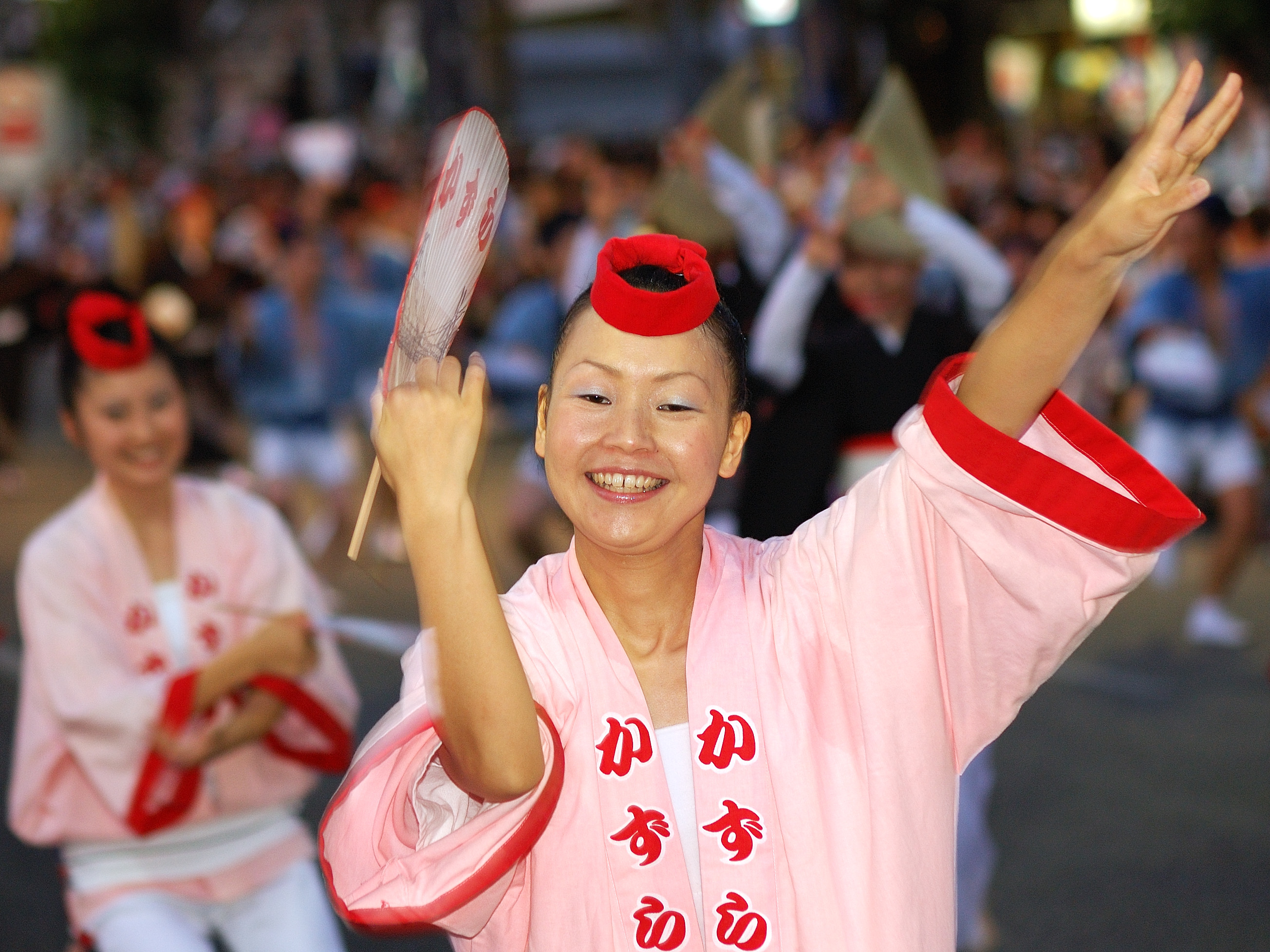
熱気と笑顔が溢れる女踊り

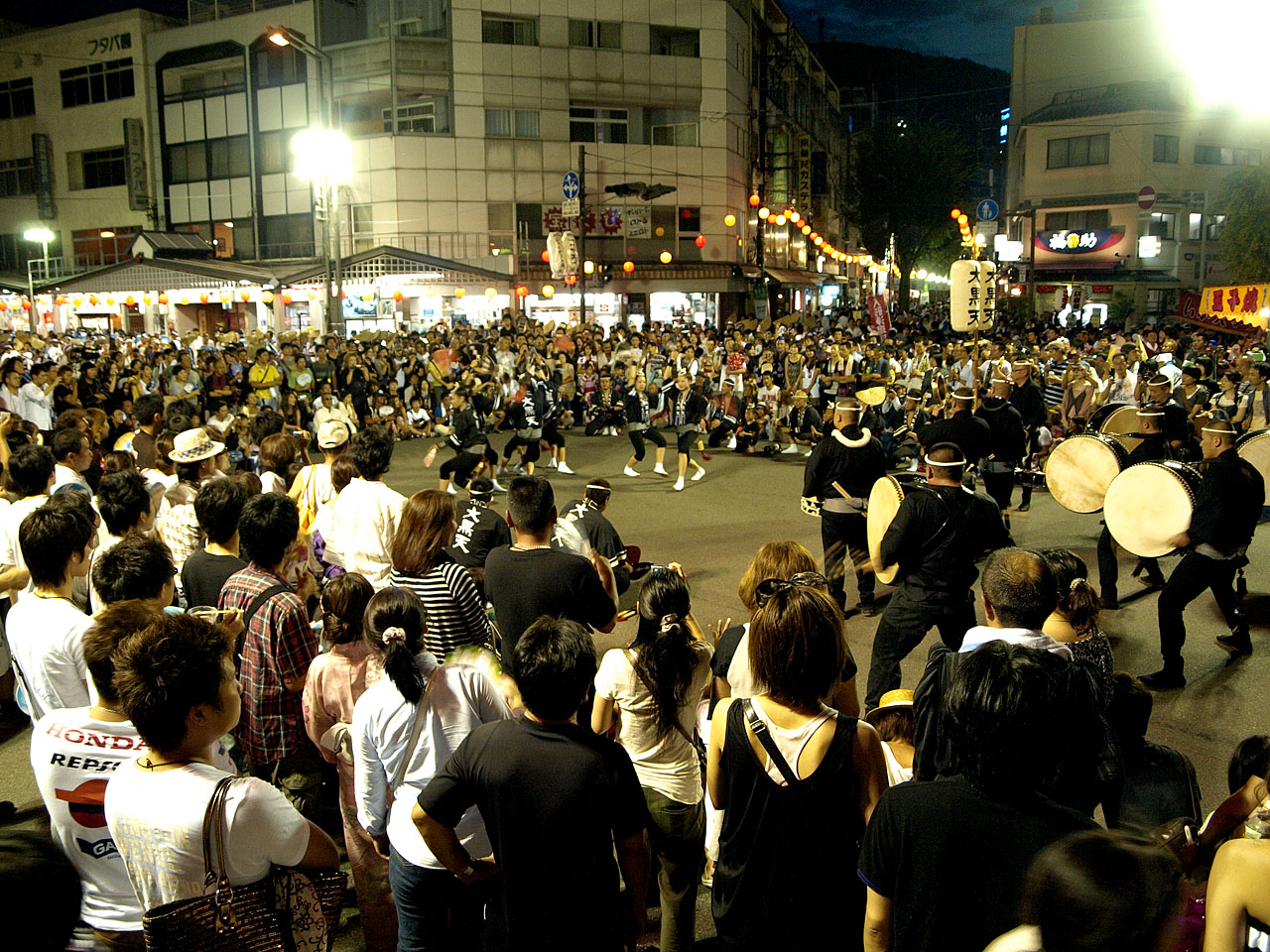
両国橋南詰交差点の輪踊り

阿波おどり開催期間中は徳島駅南側一帯に大規模な交通規制が敷かれ、広い範囲で歩行者天国となる。その中に「有料演舞場」「無料演舞場」の2種類の演舞場が設置される。さらに歩行者天国となった路上や広場では踊り子が勝手に踊る「輪踊り」が随所で繰り広げられる。また、市内の複数の屋内ホールで「選抜阿波おどり」が開催される。このうち「有料演舞場」と「選抜阿波おどり」は有料。チケットはコンビニエンスストア、電話、インターネットなどで買えるほか、当日券もコンビニや演舞場そばの売店などで購入できる。

### 有料演舞場
大通りが約100mに渡って演舞場となり、出場する連が途切れなく一方通行で踊り込んでくる。スタート地点とゴール地点は連の入退場口を兼ねているため可動式の柵が設置されている。歩道に当たる場所には大型の観覧用座席（桟敷）が設置される。第1部（18:00 - 20:00）と第2部（20:30 - 22:30）に分かれる。2004年に入場者数増を目指して指定席制、2部入替制、全国のコンビニでの販売開始という大きな改革が行われた。また、2007年からは演舞場そばに売店を設けて当日券がその場で買えるようになった。
有料演舞場のメリットは、質の高い踊りを鑑賞できる点にある。かつては順番さえ取れればどの連でも踊れる決まりであったため、踊る順番を確保するために前日から有名連・無名連を問わず演舞場で順番待ちをするのが当たり前であり、順番を巡っての口論も絶えなかった。その結果、有名連が踊れず一部の大学連・企業連が質の低い踊りを有料演舞場で披露するケースもみられ、「有料なのに素人の踊りを見せるのか」と苦情が寄せられていた。そのため現在は有料演舞場は有名連およびタレントを含む企業連が優先されるようになっている。これにより有料演舞場で質の低い踊りを見せられる可能性はほぼ無くなり、洗練された踊りもしくは有名人の踊りを鑑賞する事ができるようになった。桟敷の前列では踊り子1人ひとりの細かい動きを、後列では見事に同期した集団としてのパフォーマンスを楽しむことができる。
そして、その部の最終の連が踊り込んできた際には観客に参加を促すアナウンスが流れるとともに退場口の柵が開き、入れ替えを兼ねた一般参加が可能となる。これは観光客を中心に非常に好評で、スムーズな入れ替えと踊り体験を兼ねた一石二鳥となっていることも評価されている。
- 市役所前演舞場（徳島市役所）
- 藍場浜演舞場（藍場浜公園）
- 紺屋町演舞場（紺屋町）
- 南内町演舞場（南内町）

2023年には藍場浜にプレミアム桟敷席という20万円の観覧席が設けられ、専門家の解説を聞きながら4人がけソファーで、食事をしながらゆったりと見ることができるコース、南内町にも2万円の特別観覧席（食事、解説なし）が開設された。。これは、コロナ禍後の外人の観光客取り込みを目的に実施されたものである。なお上述のとおり、8月15日は開催そのものが取りやめとなったが、予定通り行われるにしてもプレミアム桟敷席のみ中止となることは決まっていた。

### 無料演舞場
基本的に有料演舞場と同じ構造であるが桟敷の規模が小さい。スタート地点とゴール地点の柵が無いため、踊り子の出入りの邪魔にならない範囲内でどの方向からでも見物できる。
規模が小さいため、どの座席からでも間近に踊りを見られるのが魅力である。有料演舞場と比べると大学連や企業連などが中心となるが、有名連も少なからず踊り込んでくる。但し有料演舞場が2部入れ替え制に対し無料演舞場は入れ替え無しで席も少ないため、直前に訪れても席の確保は困難である。そのため、開演数時間前から新聞紙や座布団を置いての席取り行為が横行している。また桟敷が低いため連の全体像を見るのには向いていない。
- 両国本町演舞場（両国本町）
- 新町橋演舞場（新町橋）

### 歩行者天国と輪踊り
歩行者天国となった路上、アーケード、公園、駐車場などでは連日随所で自然発生的に踊りが繰り広げられ、その周囲に見物の人垣ができて大いに盛り上がる。これはその客と踊り子たちの位置関係から「輪踊り」と呼ばれる。次の予定が特に決まっていなかったり（元々あまり決まった場所へ行くわけではない）、次の出場までの時間に余裕がある時に自発的に行われる。一般に5-15人程度の少人数で踊られることが多い。有名連が披露することもある。有名連とは別に輪踊りを得意とする小規模連もある。
演舞場での踊りが大人数、隊列、一方向の「行進型」であるのに対し、輪踊りは少人数、自由奔放、ダイナミックさが特徴である。滅多に見られない形式の踊りや有名連のそのとき限りのオリジナルの踊りが見られることもある。年にとっては連が輪踊りでその年の踊りを終え解散式を行うこともあるほどである。
そもそも阿波踊りが「『大規模連が』『演舞場で』『見せる』踊り」となったのは1970年代以降のことであり、観光客の増加で桟敷が大型化したことに伴うものである。それ以前を知る住民によると「昔はきちんとした演舞場などは特に設けられていなかった」「この時期になると道路が歩行者天国となり踊り広場として開放して行われていた」「浴衣は統一されておらず、ばらばらの連が各々の踊りを好きなように披露していた」という。
この「輪踊り」には見物客が思わず踊りに参加したり、通りすがりの連が途中参加してゆくなど阿波踊りの原点とも言える姿が現在でも自然に見られ、往時の名残を伝えている。
歩行者天国のほかにも、以下の「おどり広場」でもステージや輪踊りを目にすることができる。近年になって道路や国道が舗装された関係上、往時よりも狭くなっているという。
- 元町おどり広場（新町橋の北側）
- 新町橋東おどり広場（新町橋の南側）
- 両国広場（両国橋の南側）
- 両国橋南おどり広場（両国橋の南側）
- 両国橋南詰おどりロード

### 選抜阿波おどり
近年は阿波踊り期間中の昼間に徳島市内のホールで「選抜阿波おどり」が有料で行われている。主に観光客を対象としており、徳島市阿波おどり振興協会と徳島県阿波踊り協会の2協会から有名連が日替わりで毎日それぞれ2 - 3連ずつステージ用の阿波踊りショーを披露する。光の演出などで街中とはまた違う楽しみがあり、雨の心配もなく冷房の効いた館内で快適に鑑賞できる。1回あたり70 - 80分のステージが一日2 - 3回ほど行われ、料金は1300 - 2000円。
- アスティとくしま（8月11日 前夜祭）
- 徳島市立文化センター（8月12日 - 15日）
- あわぎんホール（8月12日 - 15日）

### 過去の会場
- 八百屋町競演場 - 増加する観光客に対応するため、1964年に国道192号元町交差点 - 両国交差点間に開設[90]。全長140.4m[90]。徳島駅に近く観光客には好評だったが、長さが通常の競演場の倍もあるため踊り子には不評で、車の通行にも支障があったため1964年と1965年の2年のみで終了した[90]。

## テレビ放送
徳島県CATVネットワーク機構加盟16局の共同制作（主幹：ケーブルテレビ徳島）により『熱踊!阿波おどり』が放送されている。市内に特設ブースを設け、主要演舞場や街角の様子を県内ケーブルテレビ及びインターネットで生中継している。また、阿波踊りに参加している有名人が特別に出演する事がある。放送時間は4日間ともに19:00 - 22:00の間であるが、インターネットでは過去の放送を見る事が出来る。なお、この阿波踊り中継をモデルにしたと思われるシーンが映画『眉山-びざん-』の中で使われている。
NHKでは1990年代にBSで生中継を実施していた時期があった。2000年代からはBSプレミアム（2010年まではBS-hi）で阿波おどりの期間中に踊りの様子などを収録、期間終了後に放送（放送自体ない年もある）。なお、総合では1958年に30分だけ生中継したときがあった。
開催期間中に金曜日が当たる場合は四国放送で生中継を実施する場合がある（金曜日の19時台が四国放送の所属する日本テレビ系列において番組の差し替え可能なローカルセールス枠のため）。

## 著名人の参加
タレント等が連に混じって登場することがあり、特に高橋英樹や野々村真らは毎年のように参加している。また、大村崑も30年以上も大塚製薬の企業連に夫婦で参加し続けている。以下、2006年度の参加者を記す。
| - あおい輝彦 - 五十嵐めぐみ - 池乃めだか - 海老一染之助 - 大沢啓二 - 大村崑 - 大八木淳史 - オール巨人 - 尾形沙耶香 - 川村ゆきえ - 佐藤蛾次郎 | - サバンナ - タージン - 高島礼子 - 高橋英樹 - 竹村健一 - チャーリー浜 - 中島史恵 - 中条きよし - 根本はるみ - 野々村真 - 林家正蔵 | - 左とん平 - 藤田弓子 - ぼんちおさむ - 宮迫博之 - 三田村邦彦 - 宮迫博之 - 矢野・兵動 - 山田まりや - 瀬戸内寂聴 - チャットモンチー |

## 開催期間以外の阿波踊り鑑賞
- 阿波おどり会館 - 休館日を除いて通年で阿波踊りが鑑賞できる。1回40分または50分の演舞が1日4-5回開催される。料金は大人1人600 - 800円（実演回数等は2016年1月現在）。
- 藍場浜公園（藍場浜演舞場） - 春の「はなはるフェスタ」や秋の「狸まつり」において簡易桟敷席を設けて阿波踊りを踊ることがある。

## アニメポスター
アニメーション制作会社ufotableの代表取締役で徳島県出身のアニメプロデューサーの近藤光が徳島にスタジオを新設する際、徳島市観光協会にアニメポスターの制作を提案し、2009年、ufotableが制作したアニメーション映画『空の境界』のキャラクターを用いたポスターを制作した。その後もufotable制作のアニメーションの登場人物を用いたポスターが毎年制作されている。この制作が切っ掛けとなり、徳島市にて大型アニメイベント「マチ★アソビ」が開催される。
2009年にはこのポスターが盗難被害にあい、後に高値でオークションに出品される事件が起きた。
2011年、東日本大震災復興支援として、ufotableを含む多数のイラストレーター達によるチャリティーポスターが販売された。
2017年、総務省が行っているふるさと納税でufotable TOKUSHIMAが「徳島市ふるさと応援寄附金」パートナー企業となり、「阿波おどりポスター」が返礼品に加わる。追加された1月27日のみで約81件、約577万円の申し込みがあり、1日当たりでは過去最高額となった。その後2月1日までの6日間で133件、約950万円に達している。最終的に、締め切りである3月6日までの39日間で計298件、2008万5100円の寄付が集まり、同市の前年度寄付額である1445万6000円を大きく上回った。
2018年8月、徳島市市民環境部住民課よりマイナンバーカードの普及を図るため、阿波おどりアニメポスターを活用したシールを貼り付けた特製カードケースを枚数限定で配布することを発表した。配布される絵柄は『衛宮さんちの今日のごはん』である。

### 作品
- 2009年 - 『空の境界（両儀式&黒桐幹也）』
- 2010年 - 『空の境界（両儀式&黒桐鮮花）』・『東方Project』
- 2011年 - 多数の作品・イラストレーターとコラボしたチャリティーポスター[97]。
- 2012年 - 『Fate/Zero』・『テイルズ オブ エクシリア』
- 2013年 - 『空の境界』&『魔女っこ姉妹のヨヨとネネ』・『ゴッドイーター』&『サモンナイト5』[注 2]
- 2014年 - 『Fate/stay night』&『Fate/hollow ataraxia』[98]
- 2015年 - 『おへんろ。』・『GOD EATER』・『テイルズ オブ ゼスティリア』[注 3][99]
- 2016年 - 『アイドルマスター×中村繪里子（制作：レイアップ）』『おへんろ。×TEAM OHENRO。（山下七海・江原裕理・高野麻里佳）』
- 2017年 - 『活撃 刀剣乱舞』[100]
- 2018年 - 『衛宮さんちの今日のごはん』[101]
- 2025年 - 『鬼滅の刃』[102]

## 課題

### 宿泊施設の不足
元々、徳島市内には阿波おどり以外にこれといった観光資源が無く、通年での稼働率や収支を考えると宿泊施設を無暗に増やすことができない。その結果、阿波おどり期間中は宿泊施設が常に不足し、22:30の演舞終了とともに徳島市を離れてしまう観光客も多い（徳島県商工労働部観光戦略局観光企画課）。このため観光客の数の割には地元への経済効果は薄い。特に本州四国連絡橋と四国の高速道路網の整備によって以下のような観光客の流れができつつある。
- 京阪神方面からの観光客 - 神戸淡路鳴門自動車道（大鳴門橋・明石海峡大橋）経由でその日のうちに帰宅する。
- 香川県・愛媛県方面からの観光客 - 高松自動車道・徳島自動車道・松山自動車道経由でその日のうちに帰宅。または臨時特急「阿波踊り号」で高松駅や伊予西条駅方面にその日のうちに帰宅。
- その他の遠方からのツアー - その日のうちに香川県、高知県、愛媛県へ移動して宿泊、翌日からは各県を観光する。

なお、この期間中は鳴門市など徳島県内各地や、徳島市に近い淡路島などの宿泊施設もほぼ満室状態となる。

### 有料演舞場のチケット販売数
2004年からチケット販売の改革が始まった。徐々に浸透してきたことから2006年以降はひとまず売上は安定しているが、依然として厳しい収支が続いている。
2007年は開催日が平日寄りになったうえ無料演舞場や市内を周るツアーが多数組まれ、エリアの端にあり地理的に不利な市役所前演舞場では空席だらけになってしまった。このため、翌2008年から市役所前演舞場の2部には有名連を集中させて売上の向上を図らざるを得なくなった。
一方で「やっこ踊り」等のように場所を取るが見せ場のある有料演舞場向けの踊りもあり、今後は有料演舞場の価値をどのように上げてゆくかが課題である。

### プレミアム桟敷席の建築基準法違反
2023年に初めて設置された20万円（1人）のプレミアム桟敷席が、建築基準法に違反したままの状態で観客を入れていたことが判明した。実行委員会の事務局を務める徳島市にぎわい交流課の担当者は「法的に問題があったことについては申し訳ない」と述べたとされる。
2024年3月1日、観光庁はこの事業に対する補助金の不交付を決めた。事業費1930万円は企画・販売したレジャー予約サイト運営会社「アソビュー」が負担する。
同年4月22日、徳島県警は建築基準法違反容疑で実行委員長代行を務めていた男性を書類送検した。徳島地検は5月20日付で男性を起訴猶予処分とした。元徳島市議の男性2人がこの処分を不服として検察審査会に審査の申し立てを行ったが、同年8月5日、検察審査会は「不起訴相当」と議決した。

### 人出総数推計の乖離
徳島県の公式ウェブサイトに記載されている阿波おどり実行委員会が発表した2017年の人出総数は、123万人であるのに対し、朝日新聞出版社ウェブサイト”AERA dot”が報じたところによると、シンクタンクが作成したとされる『阿波おどり経済波及効果分析業務ー報告書ー』の推計結果によれば、2017年の来場者数は、日本人来場者約21万人・外国人来場者約1万4000人となっている。また、徳島県観光政策課のコメントによれば、2017年の徳島県内の主要観光施設等の入込客数について、調査対象施設総計で187,685人となっており、大きな乖離が生じている。

## 備考
2014年8月12日の阿波おどり初日には、検索サイトGoogleのトップロゴが阿波おどりの女踊りを模したものに変更された。このロゴをクリックすると「阿波踊り」の検索結果が表示される仕組みだった。

## アクセス
- 有料演舞場・無料演舞場・歩行者天国 - 徳島駅南側の商店街がほとんど歩行者天国となる。全域が駅から徒歩圏内であり、最も遠い紺屋町演舞場でも徒歩10分程度。
- アスティとくしま - 徳島駅より徳島市営バスで所要23分、文理大学前バス停下車徒歩1分。
- 徳島市立文化センター - 徳島駅より徒歩8分。
- あわぎんホール - 徳島駅より徒歩8分。
- 阿波おどり会館 - 徳島駅より徒歩10分。